# Сузун
Сузу́н — селище міського типу, адміністративний центр Сузунського району Новосибірської області.
Сузун знаходиться за 150 кілометрів на південь від Новосибірська, за 88 кілометри на південний захід від міста Черепаново, за 112 кілометрах на північний захід від Барнаула, за 70 кілометрах на схід від Каменя-на-Обі.
Населення Сузуні — 15 563 чол. (2015). Сузун — одне з найбільших селищ міського типу в Росії. У 2007 році Сузун за чисельністю населення знаходився на 68 місці з 1348 селищ в Росії і на 4 місці в Новосибірській області.

## Топоніміка
Сузун отримав свою назву від протікаючої через селище річки Нижній Сузун (притока Обі). Слово Сузун прийшло з тюркських мов. Існує кілька версій походження назви.
1. Згідно з першою версією Сузун в перекладі з тюркської означає «довга, розтягнута річка».
2. За іншою версією назва річки походить від слів су (тюрк. — вода) і зун (тюрк. — лісова, зелена). В буквальному сенсі — лісова вода або зелена вода[3].

## Історія
Сузун заснований за іменним указом Сенату Катерини II від 7 листопада 1763 року в зв'язку з необхідністю почати карбування монет на території Сибіру. Незважаючи на те, що в окремих джерелах датою заснування вказано 1765 рік, офіційною датою вважається 20 січня 1764 року, коли начальник Коливано-Воскресенських заводів А. І. Порошин підписав наказ про визначення місця для спорудження мідеплавильного заводу.
Необхідність будівництва заводу в Сибіру була викликана тим, що перевезення міді, що видобувається в околицях міста Коливань, в європейську частину Росії обходилася дуже дорого. Будівництво Нижньо-Сузунський мідеплавильного заводу, розпочате в 1764 році, просувалося дуже швидкими темпами. Вже в 1765 році почалася виплавка міді. В 1768 році на заводі почалася також виплавка срібних руд, а дещо пізніше — ще й заліза. На річці Нижній Сузун для потреб заводу була побудована гребля.
В 1766 році при заводі почав карбування монет Сузунський монетний двір, який працював з 1766 по 1847 рік. До 1781 року карбував сибірські монети. До 1830 року монети карбувалися з позначенням «КМ», з 1831 року по 1847 рік — з позначенням СМ.
З моменту заснування до 1828 року селище носило назву Нижньо-Сузунський завод, в грудні 1828 був перейменований в Завод-Сузун.
Пізніше на місці монетного двору виникло болото, через складну системи водяних каналів — її закинули разом з виробництвом після пожежі 1847. Розкопки в Сузуні [Архівовано 27 січня 2016 у Wayback Machine.] дозволили в цьому переконатися.
До кінця XIX століття витрати на виплавку міді на заводі стали зростати через виснаження запасів руд в Коливано-Воскресенському гірському окрузі і вирубки лісів в околицях Сузуні. В 1889 році Алтайська гірська рада в Барнаулі ухвалила рішення про закриття заводу. Тим не менш, завод продовжував функціонувати до початку Першої світової війни. Остання плавка міді була зроблена в 1914 році, всього в той рік було вироблено 416 пудів (6,8 тонн) міді.
Статус селища міського типу Сузун отримав у лютому 1934 року, за іншими даними — в 1939 році.
В 1970-ті роки в селищі діяли ліспромгосп, ремонтно-механічний і маслосироробний заводи, меблева та швейна фабрики, м'ясокомбінат.
В 1980-1990-ті роки ЗАВОД «ТРАНЗИСТОР» філія ПО «ВЕГА»

## Економіка
- ТОВ МПК «Медведев»
- Ефект
- Будинок для гостей
- Цегляний завод
- Маслосироробний завод
- Швейна фабрика
- Хлібокомбінат
- «Шипуновське» ТОВ
- Завод «Лесхозмаш»
- ЗАТ Виробнича фармацевтична компанія «Оновлення»

## Культура і мистецтво
З останньої чверті XVIII століття в Сузуні на продовженні більше ста років працювала іконописна майстерня, де трудилося кілька майстрів іконопису. Вони поклали початок Сузунській школі письма. Близько 120 ікон Сузунського письмаи зберігається в Новосибірському художньому музеї.

## Історичні пам'ятки
- Сузунський монетний двір.
- Руїни мідеплавильного заводу.
- Дамба на річці Нижній Сузун, побудована для мідеплавильного заводу.
- Церковно-приходська школа.
- Міністерська школа.
- Музей «Російське народне мистецтво іконопису в Сузуні кінця 18-початку 20 століть»
- Вознесенська церква

## Населення
| 1900    | 1959    | 1970    | 1975    | 1979    | 1989    | 1996    |
| ------- | ------- | ------- | ------- | ------- | ------- | ------- |
| 3800    | ↗13 778 | ↘13 024 | ↗13 300 | ↗13 866 | ↗15 500 | ↗16 500 |
| 2002    | 2007    | 2008    | 2009    | 2010    | 2012    | 2013    |
| ↘15 565 | ↘15 007 | ↘14 900 | ↘14 793 | ↗15 364 | ↘15 330 | ↗15 411 |
| 2014    | 2015    | 2016    | 2017    |         |         |         |
| ↗15 446 | ↗15 563 | ↘15 550 | ↘15 491 |         |         |         |